# Burbank International Film Festival
Le Burbank International Film Festival (BIFF) est un festival du film annuel qui se tient depuis 2009 à Burbank, en Californie, aux États-Unis. 
Le festival est fondé par Val Tonione et distribue ses prix aux cinéastes qui se sont concentrés sur des questions sociales et environnementales.